# Alexandre Hébert
Alexandre Hébert, född 4 mars 1921 i Alvimare i Seine-Maritime, död 16 januari 2010 i Rezé i Loire-Atlantique, var en fransk syndikalist och fackföreningsman. Han var sekreterare i Force Ouvrière i Loire-Atlantique från 1948 till 1992. Hébert var redaktör för tidskrifterna L'Anarcho-syndicaliste och L'Ouest syndicaliste.